# Proceratium google
Proceratium google — вид мурах з підродини Proceratiinae, що мешкає на Мадагаскарі. Відкрито Браяном Фішером з Каліфорнійської академії наук.
Proceratium google був знайдений в 2005 році на горі в північно-східній частині Мадагаскару (MG 14°45′ пд. ш. 49°27′ сх. д. / 14.750° пд. ш. 49.450° сх. д.).
Характерною ознакою виду є незвичайна форма черевця. Вусики 12-членикові. Харчується виключно яйцями павуків.
Фішер назвав вид на честь Google, віддячивши компанії за проект Google Earth. В цю програму можна інтегрувати дані проекту AntWeb [Архівовано 27 жовтня 2014 у Wayback Machine.] — бази даних мурашок усього світу, одним із розробників якої є Фішер.